# Półwysep Akadiański
Półwysep Akadiański (fr. Péninsule acadienne, dawniej Bas-du-Comté; ang. Acadian Peninsula) – półwysep we wschodniej Kanadzie, na północnym wschodzie prowincji Nowy Brunszwik. Oddziela zatokę Baie des Chaleurs od Zatoki Świętego Wawrzyńca. Obejmuje wschodnią część hrabstwa Gloucester i północno-wschodnią część hrabstwa Northumberland. Nazwa pochodzi od dominujących wśród ludności półwyspu Akadian. Ze względów kulturowych za część półwyspu często uważa się również wyspy Lamèque i Miscou. Niektóre źródła nazywają półwysep również Półwyspem Akadyjskim.

## Klimat
| Miesiąc                    | St    | Lut   | Mar  | Kw   | Maj  | Cz   | Lip  | Sier | Wr   | Paź  | Lis  | Gr   | cały rok |
| Najniższa temperatura (°C) | -12,6 | -12,7 | -7,2 | -1,3 | 4,6  | 10,7 | 15,0 | 14,3 | 10,6 | 4,7  | -0,6 | -6,5 | 1,6      |
| Najwyższa temperatura (°C) | -5,2  | -3,9  | 0,6  | 5,8  | 13,0 | 19,4 | 22,0 | 21,5 | 17,5 | 10,7 | 4,7  | -0,6 | 8,8      |
| Średnia temperatura (°C)   | -8,9  | -8,6  | -3,3 | 2,5  | 9,3  | 15,8 | 19,4 | 18,8 | 14,7 | 8,3  | 2,3  | -3,6 | 5,6      |
| Opady atmosferyczne (mm)   | 31,4  | 49,3  | 64,6 | 63,2 | 85,5 | 61,3 | 71,8 | 66,8 | 73,2 | 95,6 | 93,9 | 74,6 | 900,5    |

## Historia
Pierwsze francuskie stanowiska handlowe były tworzone w tym regionie już w XVII wieku, jednak o prawdziwym osadnictwie można mówić dopiero od 1755 roku. W tym roku brytyjskie władze kolonialne rozpoczęły deportacje wszystkich mieszkających na podległych im terenach Akadian, z których większość zamieszkiwała dzisiejszy półwysep Nowa Szkocja (wtedy zwany półwyspem Akadia lub akadiańskim). Tylko nielicznym udało się uratować przez wysiedleniem poprzez ucieczkę na tereny zajmowane przez Francuzów. Wielu z tych uciekinierów było pierwszymi osadnikami na dzisiejszym Półwyspie Akadiańskim. Do nich dołączyli później powracający Akadianie, którzy nie mogli powrócić do swoich dawnych domów (były one już zajmowane przez brytyjskich osadników).

## Demografia

### Język

Języki Półwyspu Akadiańskiego

Ludność półwyspu jest w ok. 95% francuskojęzyczna (odmiana akadiańska). Angielskiego używa się przede wszystkim na południu, okolice doliny rzeki Miramichi są dominująco anglojęzyczne. Ponadto ok. 6% ludności Saint-Léolin i Miscou jest anglojęzyczne.
Blisko 41% mieszkańców Burnt Church używa języka mikmak jako ojczystego, a 55% angielskiego. Jednak miejscowa ludność jest silnie zanglicyzowana i na co dzień mikmak używa tylko 16% ludzi, a angielskiego 77%.

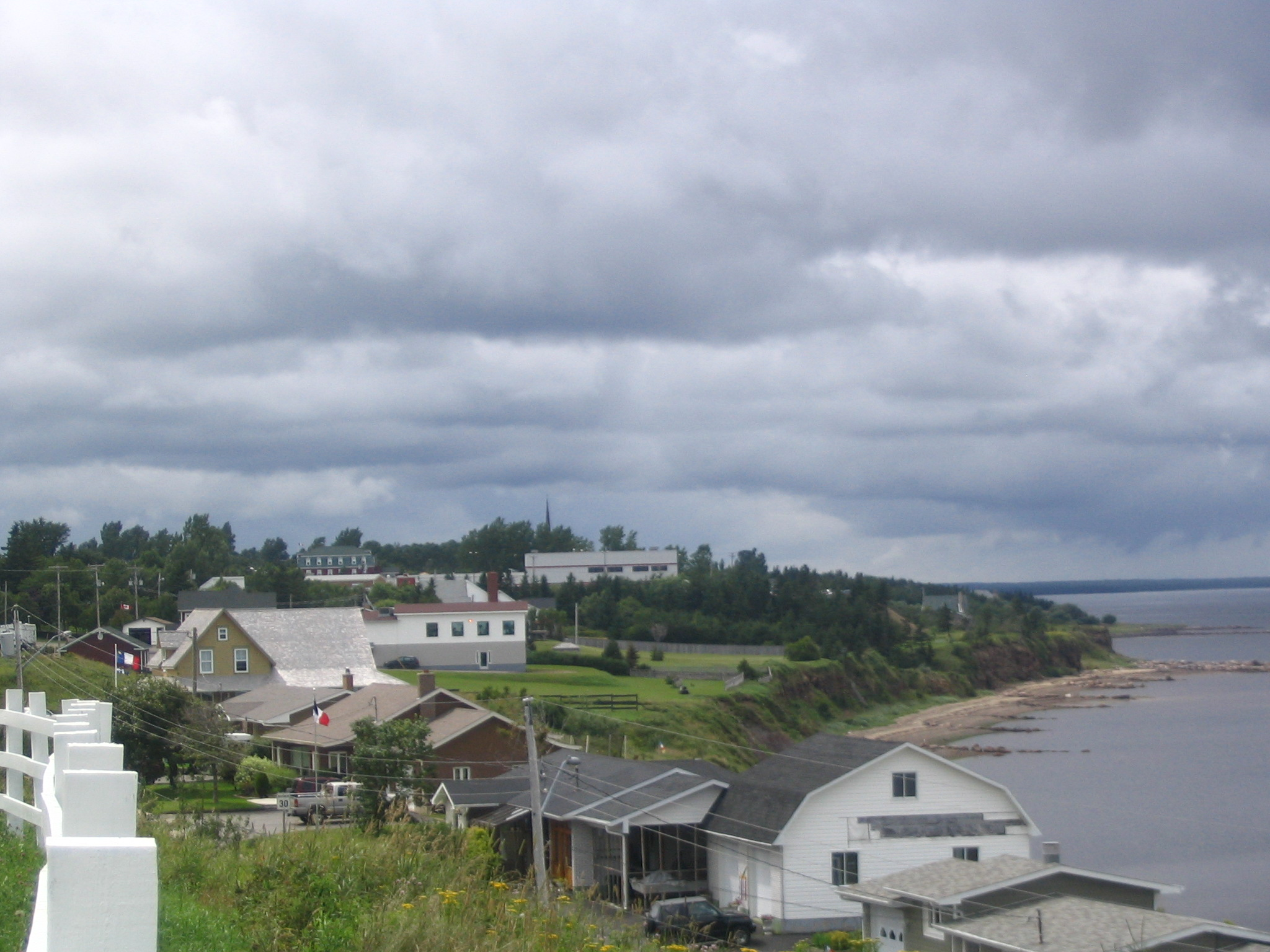
Wybrzeże w okolicach Caraquet
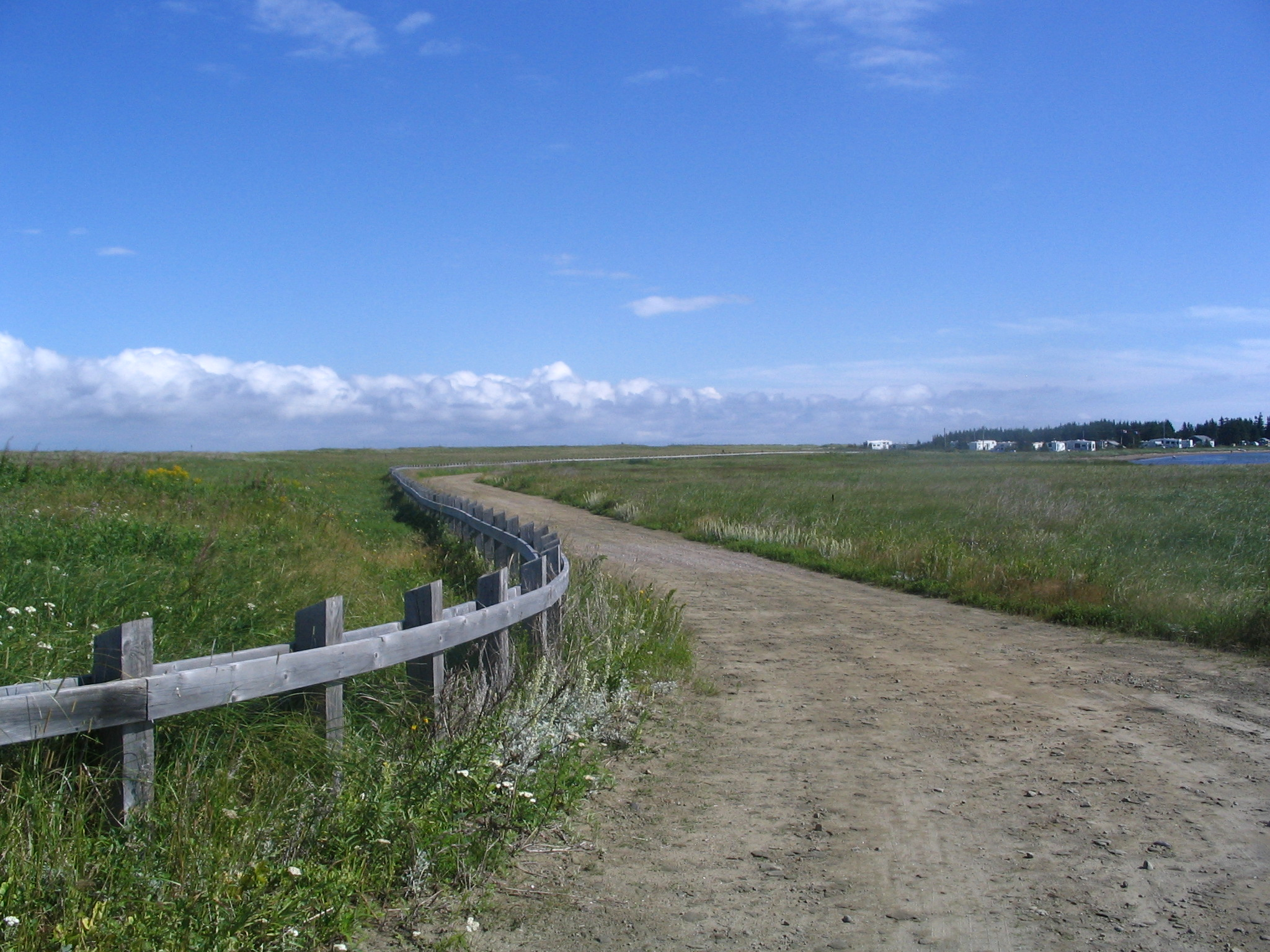
Wydma w Val-Comeau
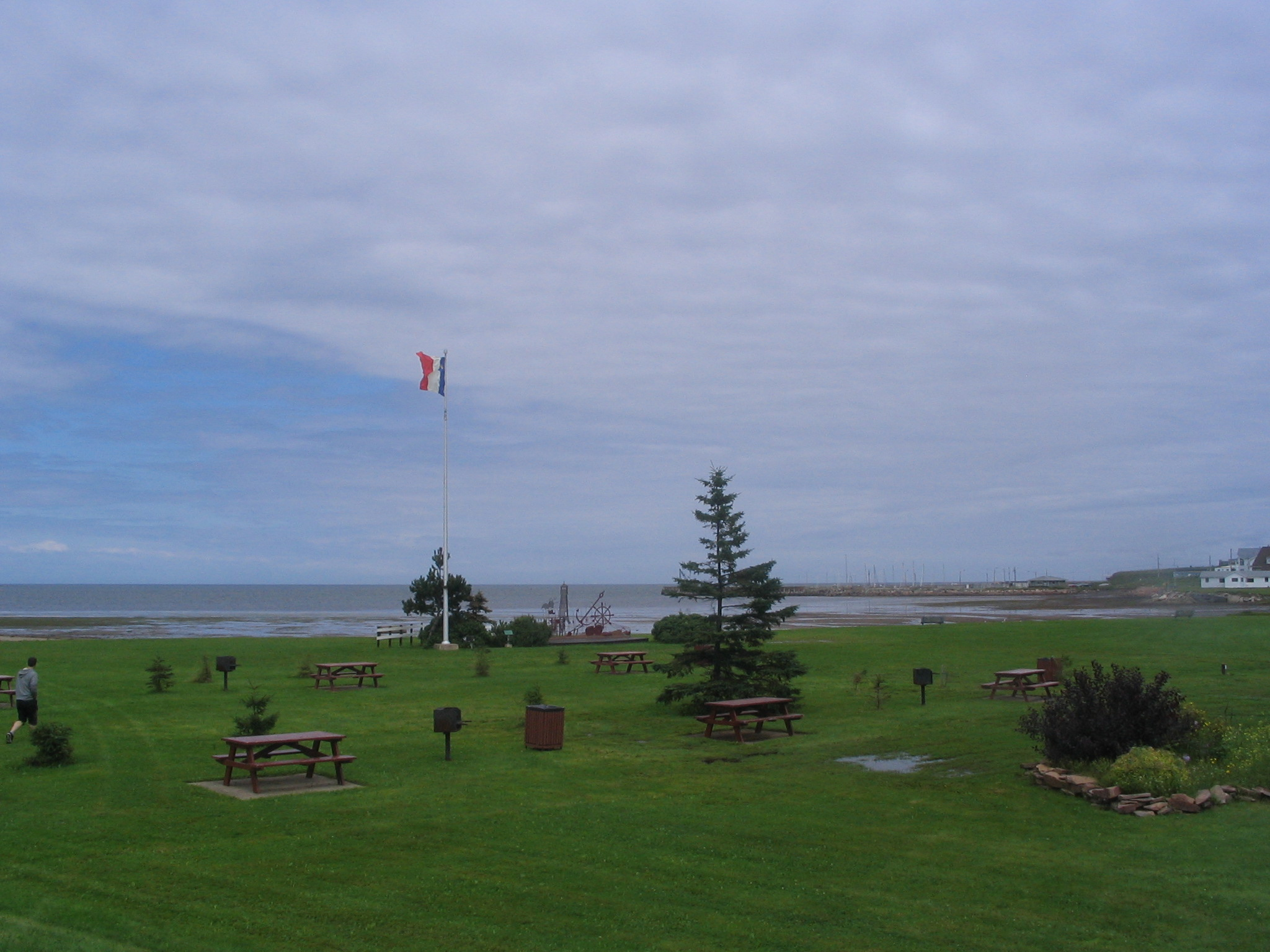
okolice wioski Gabriel-Giraud
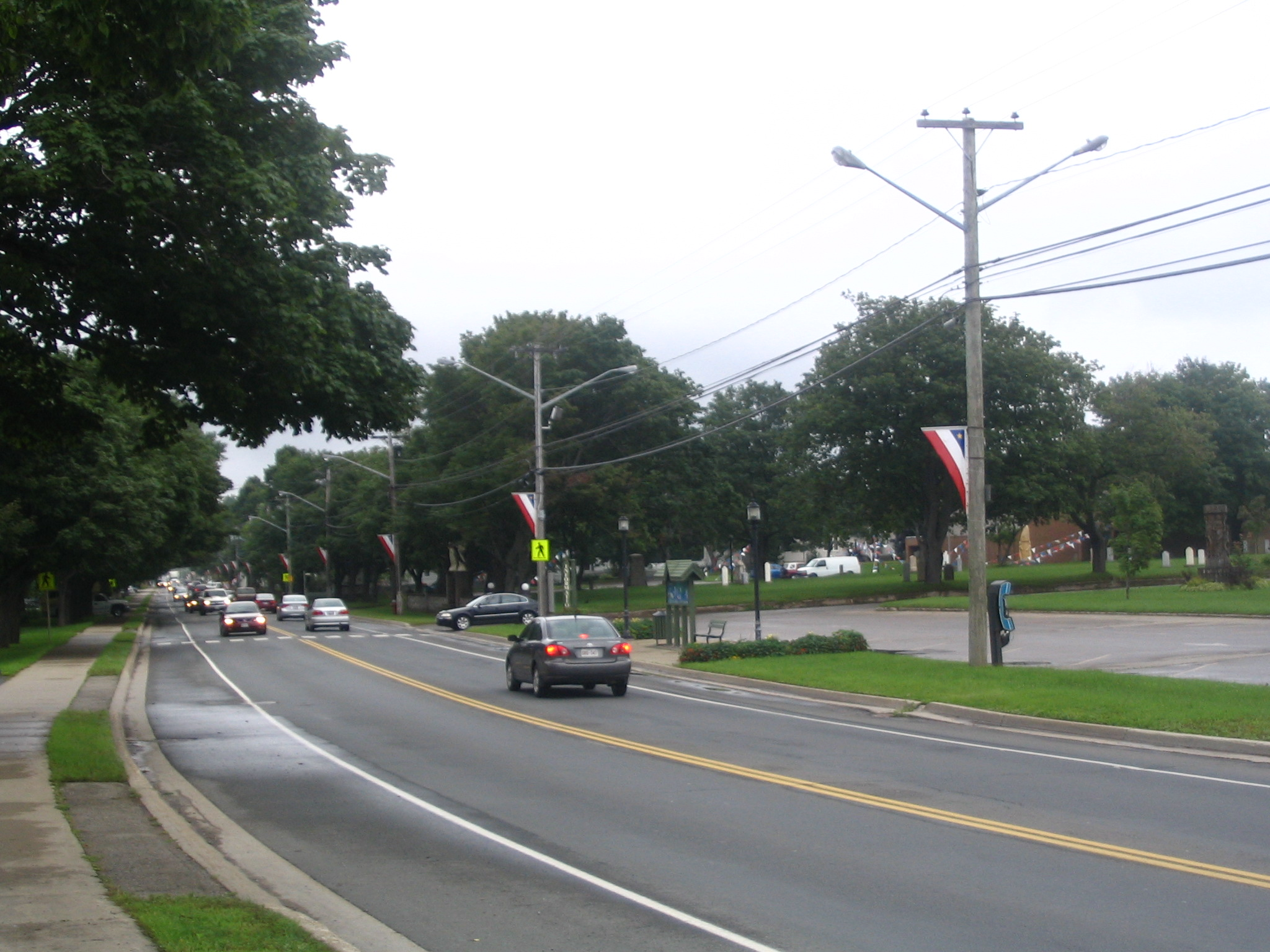
bulwar Saint-Pierre w Caraquet
port w Lamèque
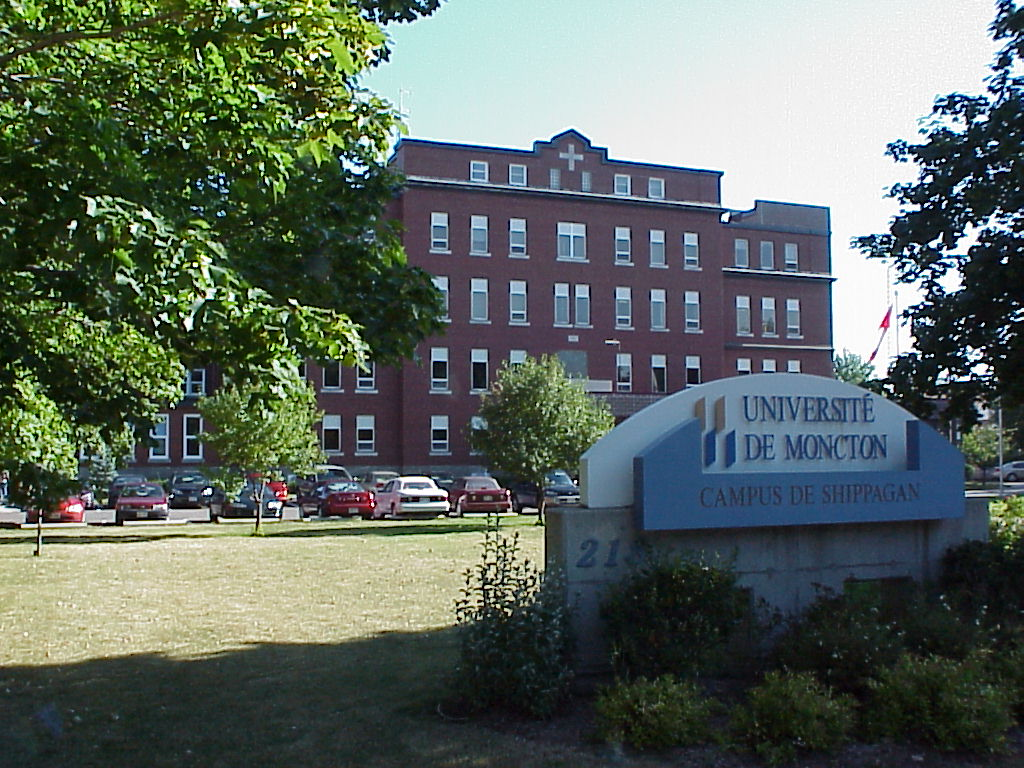
kampus Uniwersytetu Moncton w Shippagan